# Баде (язык)
Ба́де (также беде, гидгид; англ. bedde, bede, gidgid) — язык народа баде, один из языков западночадской ветви чадской семьи.
Распространён в северо-восточных районах Нигерии. Численность говорящих — около 250 000 человек (2007). Письменность на основе латинского алфавита.

## Классификация
Во всех классификациях язык баде включается в западный ареал чадских языков, противопоставленный центральному и восточному ареалам. При этом место языка баде в пределах западночадского языкового объединения и круг его близкородственных языков в каждой из классификаций определяется по-разному.
Согласно классификации чадских языков, опубликованной в работе С. А. Бурлак и С. А. Старостина «Сравнительно-историческое языкознание», язык баде вместе с языками нгизим, дувай, айюкава и ширава входит в группу баде-нгизим подветви баучи-баде.
По классификации, представленной в справочнике языков мира Ethnologue, баде вместе с языком нгизим включён в подгруппу баде (собственно баде) группы B1 подветви B.
В классификации чадских языков, опубликованной в лингвистическом энциклопедическом словаре в статье В. Я. Порхомовского «Чадские языки», баде вместе с языками нгизим и дувай включён в подгруппу баде, непосредственно входящую в западночадскую ветвь.
В классификации афразийских языков британского лингвиста Роджера Бленча подгруппа языков, включающая баде, дувай, нгизим, айюк (айюкава), шира (ширава) и тешена, входит в группу баде-варджи подветви B (в одной из своих более поздних работ автор отнёс идиом ширава к диалектам языка баде).
В классификации чешского лингвиста Вацлава Блажека подгруппа языков, включающая баде, нгизим, дувай, шира и тешена, отнесена к группе северных языков баучи.
Близкородственные языки нгизим и дувай невзаимопонимаемы с баде. Язык нгизим имеет 63 % лексических сходств с баде, язык дувай — 61 %.

## Лингвогеография

### Ареал и численность
Область распространения языка баде размещена в северо-восточных районах Нигерии на территории трёх штатов: в штате Йобе (районы Баде, Джакуско, Бурсари и Карасуа), в штате Джигава (район Гури) и в штате Баучи (район (Заки).
С северо-востока и юго-запада к территории распространения языка баде примыкают ареалы западночадских языков: с северо-востока — ареал языка дувай, с юго-запада — ареал языка хауса. На севере и северо-западе ареал баде граничит с ареалом западносахарского языка манга, на юге и юго-востоке — с ареалом западносахарского языка центральный канури.
Численность говорящих на языке баде, согласно данным справочника Ethnologue, составляет около 250 000 человек (2007). По данным сайта Joshua Project численность носителей языка баде составляет 323 000 человек (2016). Между тем в издании «Народы и религии мира» 2000 года приводятся данные численности народа баде в 650 000 человек.

### Социолингвистические сведения
Языковой статус баде, согласно данным «Атласа языков мира, находящихся под угрозой исчезновения» ЮНЕСКО, определяется как «уязвимый».
В справочнике Ethnologue языковой статус описывается следующим образом: «активное использование при отсутствии стандартной формы». Положение языка является достаточно устойчивым. Язык баде широко употребляется в исконной области его распространения, используется в бытовом общении всеми поколениями его носителей. В то же время на большей части территории проживания носителей языка баде распространено двуязычие канури-баде. Также наблюдаются процессы перехода к языку хауса. Некоторые представители народа баде помимо канури и хауса также владеют языками фула (в региональной форме адамауа) и манга канури. Язык баде изучается в начальной школе, на нём ведётся радиовещание. Имеются словари, поэзия на языке баде, издаётся переводная литература. По вероисповеданию баде являются мусульманами.

### Диалекты
В языке баде выделяют диалекты гашуа баде (мазгаруа), южный баде (баде-кадо), западный баде (амши, маагварам, магварам) и ширава. Диалектные различия между ними достаточно велики, что позволяет некоторым исследователям считать диалекты баде самостоятельными языками. Самоназвания носителей диалектов: baádài — гашуа, m̀dá-ŋ áaɗo̍ («люди юга») — южный, màagwàrám — западный.
Наиболее распространённым диалектом по числу носителей является западный, его ареал охватывает две трети территории распространения языка баде — он размещён к юго-западу от ареала диалекта гашуа и к северо-западу от ареала южного диалекта. На этом диалекте говорят в населённых пунктах Амши, Дагона, Тагали и Мадамува. Ареал южного диалекта размещён к юго-востоку от ареала западного диалекта и к югу от ареала диалекта гашуа. Основные населённые пункты, в которых представлены носители южного диалекта: Катамма, Катангана и Горгорам. Ареал диалекта Гашуа расположен к северо-востоку от ареала западного диалекта и к северу от ареала южного диалекта. На Гашуа говорят в самом крупном населённом пункте территории распространения языка баде — в городе Гашуа. Говоры каждого из диалектов имеют свои яркие отличительные черты, практически в каждой деревне отмечаются свои языковые особенности. Существует множество переходных говоров, в частности, говор селения Кареге, ареал которого размещён на границе ареалов диалекта гашуа и западного диалекта и который сложно отнести к тому или иному диалекту баде. Ширава (шира), в настоящее время вымерший, также рассматривается как самостоятельный язык. Согласно данным Рассела Шу, ширава вместе с баде составляли языковое единство, противопоставленное языку нгизим. В составе языка ширава выделялись два диалекта — айюкава и тешена (тешенава).

## Письменность
Алфавиты диалекта гашуа и западного диалекта:
| Ə | A | B | Ɓ | C | D | Ɗ | E | F | G | H | I | J | K | L | M | N | Ŋ | O | P | R | R̃ | S | T | U | V | W | Y | ʼY | Z |
| ə | a | b | ɓ | c | d | ɗ | e | f | g | h | i | j | k | l | m | n | ŋ | o | p | r | r̃ | s | t | u | v | w | y | ʼy | z |

| Ə | A | B | Ɓ | C | D | Ɗ | E | F | G | H | I | J | K | L | M | N | Ŋ | O | P | R | S | T | U | V | W | Y | ʼY | Z |
| ə | a | b | ɓ | c | d | ɗ | e | f | g | h | i | j | k | l | m | n | ŋ | o | p | r | s | t | u | v | w | y | ʼy | z |

Для отображения на письме латеральных фрикативных согласных звуков в диалекте гашуа и западном диалекте используются диграфы jl (для звонкого) и tl (для глухого). Кроме того, в западном диалекте диграфом gh обозначается звонкий согласный, образующий пару с глухим, обозначаемым графемой h.

## История языка
Согласно устной традиции Борну, современный ареал языка баде сформировался в результате миграций представителей народов баде вместе с нгизим из области Канем в XIV веке.
В процессе своего развития язык баде испытал сильное влияние распространённого по соседству языка канури. Из этого языка в лексический фонд баде заимствованы несколько сотен (возможно, более тысячи) слов. Под влиянием канури произошёл фонетический переход *r > r̃, поскольку большинство баде двуязычны и владеют также языком канури, а в последнем имеется только согласная r̃. Влияние канури отмечается также и в синтаксисе: ярким примером этого является распространение в языковой системе баде связи однородных членов членов предложения с помощью постфиксов …ká-…ká-, выступающих в значении соединительного союза «…и…и» (в языке SVO, которым является баде, подобные черты отсутствуют, в язык канури (SOV) такие типологические черты вполне обычны).

## Лингвистическая характеристика
Язык баде относится к тональным языкам, для его вокалической системы характерно противопоставление долгих и кратких гласных и наличие фонемы ə (ɨ в МФА). Консонантизм диалекта гашуа (как и система согласных в языках нгизим и дувай) выделяется противопоставлением согласных r и r̃. Первая из них реализуется как ретрофлексный одноударный согласный (ɽ — в МФА), вторая — как дрожащий согласный.
Типология порядка слов — SVO.

## История изучения
Впервые список слов языка баде был составлен в середине XIX века немецким миссионером Сигизмундом Кёлле. Первыми работами, давшими описание грамматики языка по современным стандартам языкознания, стали исследования Йоханнеса Лукаса, проведённые в 1950-х и 1960-х годах. Вместе со своей дочерью Ренате Лукас он опубликовал несколько работ по изучению структуры языка и несколько сборников текстов. Значительный вклад в исследование языка баде внёс Рассел Шу. В 1970-х годах он издал несколько публикаций, посвящённых описанию фонологии, морфологии, истории и диалектологии языка баде.